# Paulo Coelho
Paulo Coelho ([paulu kueilju]; * 24. srpna 1947, Rio de Janeiro) je populární brazilský spisovatel.

## Život
Paulo Coelho se narodil v brazilské středostavovské rodině katolického vyznání. Navštěvoval jezuitské gymnázium, které v 17 letech opustil. Jeho touhu psát rodiče neschvalovali, celkem třikrát ho poslali do psychiatrické léčebny, kde se musel podrobit elektrošokové terapii. Ve dvaceti letech začal studovat práva, ale školu opustil. V 60. letech se přidal ke hnutí hippies, koketoval s drogami, magií Aleistera Crowleye.
Živil se jako dramatik, novinář, televizní scenárista a písňový textař brazilských zpěváků. V roce 1996 byl jmenován zvláštním poradcem programu UNESCO pro duchovní sbližování a dialog mezi kulturami. Je podruhé ženatý.
V 80. letech se přiklonil ke katolicismu, vykonal tisícikilometrovou pouť do Santiaga de Compostela a zážitky z ní zužitkoval ve své první úspěšné knize Poutník – Mágův deník. Celosvětovou proslulost mu přineslo pohádkové podobenství Alchymista vydané v roce 1988, které se stalo největším brazilským bestsellerem všech dob. Ve svých knihách, jejichž hrdiny jsou převážně lidé hledající změnu v životním stereotypu, nabádá k duchovnímu rozvoji a zodpovědnému přístupu k životu. Píše také fejetony uveřejňované v mnoha světových novinách.

## Získaná ocenění
V roce 1995 francouzský ministr kultury jmenoval Coelha rytířem Řádu umění a literatury. V roce 1999 byl oceněn prestižní cenou Crystal Award (uděluje ji Světové ekonomické fórum) a téhož roku mu francouzská vláda udělila řád Čestné legie. Dalšími cenami, které Coelho získal, byly německá cena Bambi 2001, cena Club of Budapest Planetary Arts Award 2002 a Corine Award 2002. Byl zvolen do prestižní brazilské akademie ALB. Je držitelem řady dalších ocenění.

## Cesty

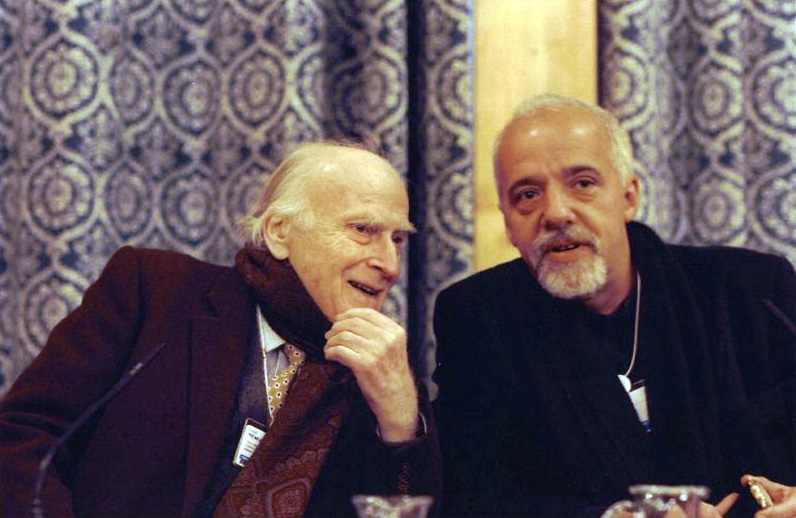
Paulo Coelho a Yehudi Menuhin (1999)

Silně jej ovlivnila pouť do Santiaga de Compostela. V roce 1998 podnikl Coelho úspěšné turné po Asii a Evropě. V květnu roku 2000 přijel Coelho do Íránu a stal se tak prvním nemuslimským spisovatelem, který tuto zemi oficiálně navštívil. Procestoval také řadu dalších zemí. V březnu 2016 zavítal znovu do Prahy, kde se mj. setkal po 34 letech s malířem Ivanem Tomkem, který pro něj nakreslil v roce 1982 ve Zlaté uličce portrét jeho ženy.

## Dílo

### Beletrie
- Poutník – Mágův deník, 2002 (O Diário de um Mago, 1987)
- Alchymista, 1995; zvuková dramatizace, 2003 (O Alquimista, 1988)
- Brida, 2008 (Brida, 1990)
- U řeky Piedra jsem usedla a plakala, 1999 (Na margem do rio Piedra eu sentei e chorei, 1994)
- Pátá hora, 1998 (A Quinta Montanha, 1996)
- Veronika se rozhodla zemřít, 2000 (Veronika decide morrer, 1998)
- Ďábel a slečna Chantal, 2001 (O Demônio e a srta Prym, 2000)
- Jedenáct minut, 2003 (Onze Minutos, 2003)
- Záhir, 2005 (O Zahir, 2005)
- Čarodějka z Portobella, 2007 (A bruxa de Portobello, 2006)
- Vítěz je sám (O vencedor está só, 2008)
- Valkýry, 2010 (As Valkírias, 1992)
- Alef, 2011 (Aleph, 2010)
- Rukopis nalezený v Akkonu, 2013 (Manuscrito Encontrado em Accra, 2012)
- Nevěra, 2014 (Adultério, 2014)
- Vyzvědačka, 2016 (A Espiã, 2016)
- Hipík, 2018 (Hippie, 2018)

### Eseje
- Rukověť bojovníka světla, 2006 (Manual do guerreiro da luz, 1997)
- Jako řeka, jež plyne, 2006 (Ser como um rio que flui, 2006)

### Knihy rozhovorů
- Paulo Coelho: Zpověď poutníka, 2000 (Las Confesiones del Peregrino, 1999), spoluautor Juan Arias
- Fernando Morais: Mág – Paulo Coelho, 2009 (O mago, 2008)

### Sebrané citáty
- Život (Vybrané citáty), 2008 (Vida: Citações selecionadas, 2007)

### Dosud nepřeložené tituly
- Arquivos do Inferno, 1982
- O Manual Prático do Vampirismo, 1986
- O Dom Supremo, 1991
- Maktub, 1994
- Letras do amor de um prophet, 1997
- Palavras essenciais, 1998
- Histórias para pais, filhos e netos, 2001
- O Gênio e as Rosas, 2004
- Caminhos Recolhidos, 2005